# Aplousobranchia
Die Aplousobranchia (Gr.: nicht gefalteter Kiemendarm) sind sessil lebende Manteltiere (Tunicata, Urochordata) und werden in der traditionellen Systematik deshalb zur Klasse der „Seescheiden“ (Ascidiacea) gezählt. Sie leben im Meer, vor allem im Flachwasser. Es sind jedoch auch Arten aus größeren Tiefen bekannt.

## Merkmale
Die Arten der Gruppe bilden durch Knospung Tierstöcke aus vielen Einzelexemplaren, was als ursprüngliches Merkmal (Plesiomorphie) gilt. Ihr Kiemendarm ist nicht differenziert und einfach gebaut. Die Larven der Aplousobranchia sind komplex gebaut. Sie entwickeln sich zunächst als Embryo im Mantel (Tunica), dann als Schwimmlarve im freien Wasser. Die Anzahl der Larven ist gering, sie sind groß und haben einen deutlichen Dottersack. Ihre freischwimmende Phase ist nur kurz. Danach siedeln sie sich auf einem festen Substrat an und vollziehen die Metamorphose zur ausgewachsenen Seescheide, die sich ungeschlechtlich weiter vermehrt, um einen Tierstock zu bilden.

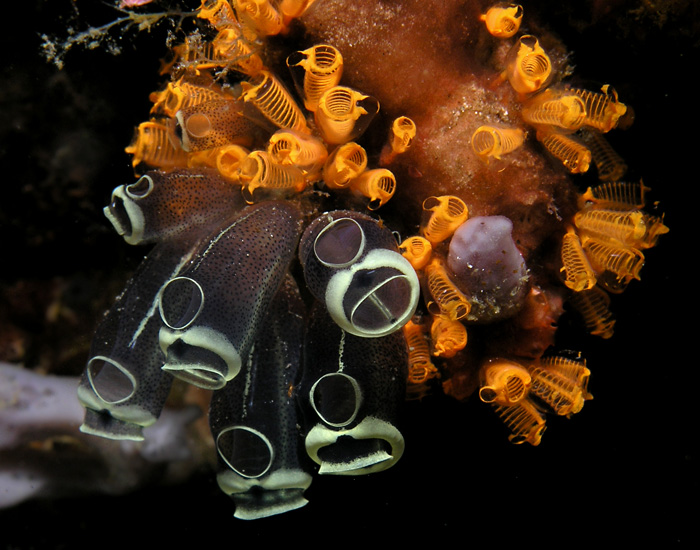
Clavelina robusta (schwarz-weiß) & Clavelina flava (orange)

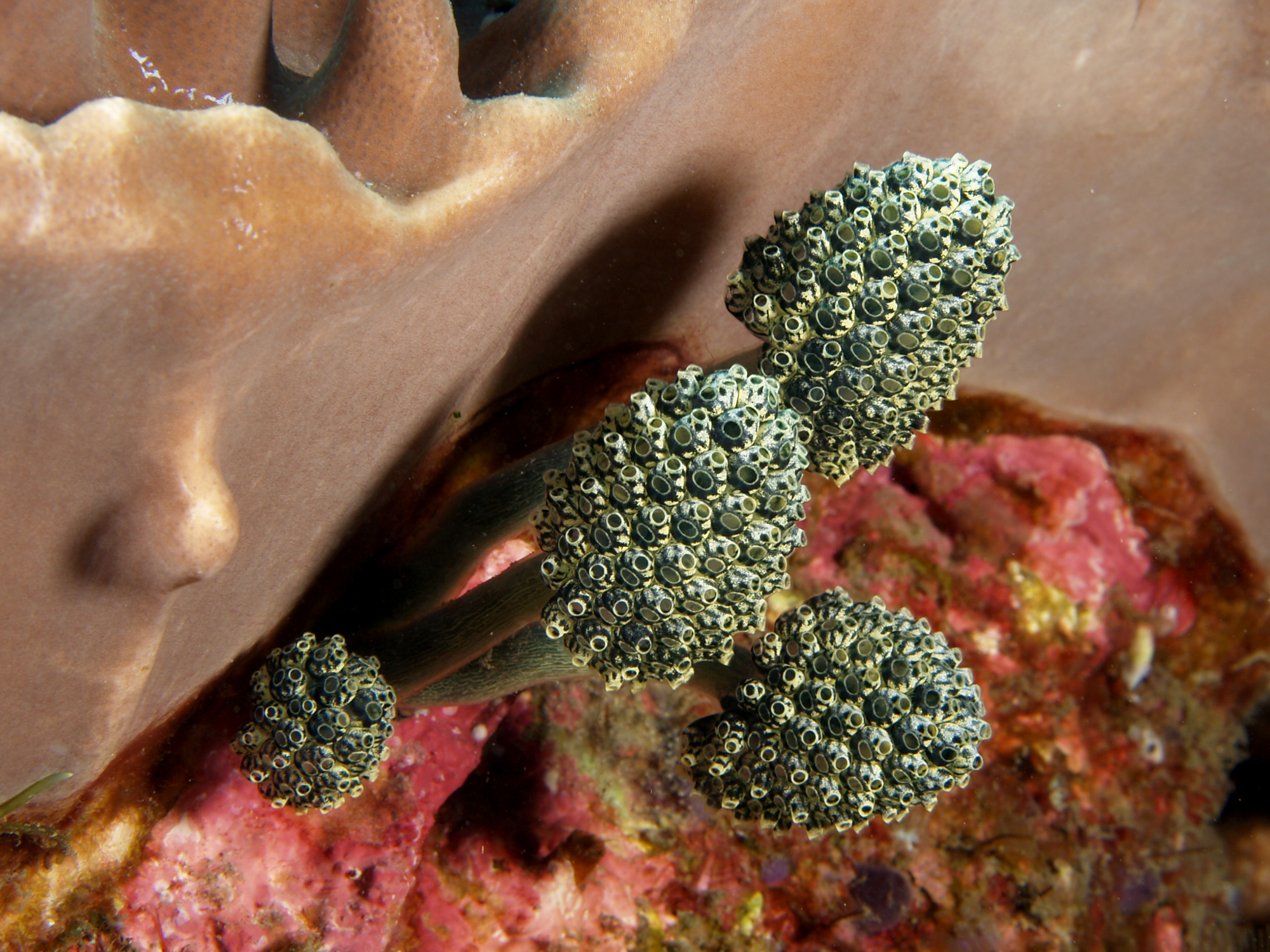
Pilz-Seescheide (Nephtheis fascicularis)

## Äußere Systematik
Die Seescheiden bilden nach DNA-Sequenzanalysen kein Monophylum. Ein Kladogramm zeigt die tatsächliche Verwandtschaft der Manteltiere. Die Aplousobranchia sind die Schwestergruppe der pelagischen Appendikularien:
|  | Phlebobranchia („Seescheiden“) |
|  |                                |
|  | Salpen (Thaliacea)             |
|  |                                |

|  | Aplousobranchia („Seescheiden“) |
|  |                                 |
|  | Appendikularien (Larvacea)      |
|  |                                 |

|  | Phlebobranchia („Seescheiden“) |
|  |                                |
|  | Salpen (Thaliacea)             |
|  |                                |

|  | Aplousobranchia („Seescheiden“) |
|  |                                 |
|  | Appendikularien (Larvacea)      |
|  |                                 |

|  | Phlebobranchia („Seescheiden“) |
|  |                                |
|  | Salpen (Thaliacea)             |
|  |                                |

|  | Aplousobranchia („Seescheiden“) |
|  |                                 |
|  | Appendikularien (Larvacea)      |
|  |                                 |

|  | Phlebobranchia („Seescheiden“) |
|  |                                |
|  | Salpen (Thaliacea)             |
|  |                                |

|  | Aplousobranchia („Seescheiden“) |
|  |                                 |
|  | Appendikularien (Larvacea)      |
|  |                                 |

## Familien
Die Ordnung Aplousobranchia umfasst 13 Familien:
- - Familie Clavelinidae Forbes & Hanley, 1848
  - Familie Diazonidae Seeliger, 1906
  - Familie Didemnidae Giard, 1872
  - Familie Euherdmaniidae Ritter, 1904
  - Familie Holozoidae Berrill, 1950
  - Familie Placentelidae Kott, 1992
  - Familie Polycitoridae Michaelsen, 1904
  - Familie Polyclinidae Milne-Edwards, 1841
  - Familie Protopolyclinidae Kott, 1992
  - Familie Pseudodistomidae Harant, 1931
  - Familie Ritterellidae Kott, 1992
  - Familie Stomozoidae Kott, 1990
  - Familie Vitrumidae Kott, 2009

Der Großteil der in den einzelnen Familien beschriebenen Spezies lebt in wärmeren Gewässern, während die Gallert Synascidie (Diplosoma spongiforme) aus der Familie der Didemnidae in der Nordsee heimisch ist.